# Johnny Anderson
Johnny Anderson, właśc. John Anderson (ur. 8 grudnia 1929 w Barrhead, zm. 22 sierpnia 2001 w Leicester) – szkocki piłkarz występujący na pozycji bramkarza.

## Kariera klubowa
Anderson rozpoczął swoją karierę piłkarską w amatorskim klubie Arthurlie. W 1948 roku przeszedł do angielskiego Leicester City, grającego w Division Two. W sezonie 1953/1954 triumfował z nim w rozgrywkach ligowych i awansował do Division One. Tam zadebiutował 21 sierpnia 1954 w zremisowanym 1:1 meczu z Chelsea. W sezonie 1954/1955 spadł z Leicester do Divison Two, ale dwa sezony później wrócił do Division One. Zawodnikiem Leicester pozostał do 1960 roku.
Następnie przeniósł się do klubu Peterborough United, rywalizującego w Division Four, a później do Nuneaton Borough, grającego w szóstej lidze. W 1962 roku zakończył swoją piłkarską karierę.
W Division One rozegrał 58 spotkań.

## Kariera reprezentacyjna
W reprezentacji Szkocji Anderson wystąpił jeden raz, 25 maja 1954 w wygranym 2:1 towarzyskim spotkaniu z Finlandią.
W tym samym roku został powołany do kadry na mistrzostwa świata. Nie zagrał jednak na nich w żadnym meczu, a Szkocja zakończyła turniej na fazie grupowej.